# 1774

## Събития
- Джозеф Кристли открива кислорода.
- 21 юли – Подписан е Кючуккайнарджийският договор, с който се прекратява Руско-турската война от 1768 – 1774 г.

## Родени
- Лазар Български, български светец
- 25 март – Франсоа Мари Доден, френски зоолог
- 21 април – Жан-Батист Био, френски физик
- 20 юли – Огюст Мармон, френски маршал
- 5 септември – Каспар Давид Фридрих, немски художник

## Починали
- 30 март – Каролина фон Пфалц-Цвайбрюкен, ландграфиня на Хесен-Дармщат
- 8 май – Хенри Бейкър, английски естестволог (р. 1698)
- 16 декември – Франсоа Кене, френски икономист, физиократ